# Ренессанс Капитал
«Ренесса́нс Капита́л» — инвестиционная компания, специализирующаяся на развивающихся и пограничных рынках, с офисами в Москве, Лондоне, Нью-Йорке, Лагосе, Найроби, Каире и Никосии. Образована в России в 1995 году. Линейка услуг «Ренессанс Капитала» включает инвестиционное банковское обслуживание на рынках долгового и акционерного капитала, сделки M&A (слияний и поглощений), работу с акциями, облигациями, валютами и производными инструментами, РЕПО и финансирование, прайм-брокерские услуги и аналитику.
С 2012 г. входила в Группу ОНЭКСИМ, одну из крупнейших холдинговых компаний прямых инвестиций в России, принадлежащую российскому миллиардеру Михаилу Прохорову. В 2024 году группа ОНЭКСИМ продала «Ренессанс Капитал» топ-менеджменту.
Общий объём активов и капитала компании на 30 июня 2021 года составил 3,62 млрд долларов США и 476 млн долларов США соответственно. Чистая прибыль за 1 полугодие 2021 г. составила 6,45 млн долларов США.

## История
«Ренессанс Капитал» был образован в 1995 году. Партнёры — основатели компании: Стивен Дженнингс (Stephen Jennings), Борис Йордан, Леонид Рожецкин, Антон Кудряшов и Ричард Дитц (Richard Deitz).
В 1996 году был открыт офис «Ренессанс Капитала» в Нью-Йорке (RenCap Securities Inc). В 1998 году компания получила лицензию на проведение международных торговых операций в Лондоне (Renaissance Capital Limited).
В 2002 году компания стала первым российским игроком на London Stock Exchange. В 2003 «Ренессанс Капитал» и телекоммуникационная компания Cable & Wireless подписали договор о предоставлении связи по управлению частной линией (MPL) между Москвой и Лондоном сроком на три года.
В 2006 году компания открыла офисы в Нигерии и Кении.
В 2007 году «Ренессанс Капитал» и Игорь Сагирян создали девелоперскую компанию «Ренессанс Девелопмент» (далее переименована в «РКС Девелопмент») для строительства комфортного жилья в регионах России за пределами Москвы и Санкт-Петербурга. В 2009 году «Ренессанс Капитал» вышел из состава акционеров компании.
22 сентября 2008 года, после того, как начался мировой экономический кризис, «Группа ОНЭКСИМ» и «Ренессанс Капитал» создали стратегическое партнёрство, по условиям которого ОНЭКСИМ приобрёл 50 % (минус одна акция) «Ренессанс Капитала» за $500 млн посредством дополнительной эмиссии акций.
В 2010 году «Ренессанс Капитал» приобрёл южноафриканскую брокерскую компанию Barnard Jacobs Mellet Securities Ltd за 207 млн рандов ($27 млн). В марте инвестиционная компания объединилась с Serbia´s Citadel Investment Services в Сербии, основав Renaissance Citadel. В апреле инвестбанк и государственная корпорация «Ростехнологии» заключили соглашение о сотрудничестве. В том же году лава компании «Ренессанс Капитал» Стивен Дженнингс стал крупнейшим должником компании — инвестбанк выдал ему более 700 миллионов долларов.
В июле 2012 года «Ренессанс Капитал» закрыл офис в Гонконге из-за неэффективности бизнеса в Азии. 14 ноября 2012 года у инвестиционного банка не оказалось денег на текущую деятельность и расчёты по маржин-коллам. В результате этого основатель компании Стивен Дженнингс продал свою долю компании «Онэксиму» примерно за восемь долларов — по доллару за каждую из восьми компаний группы. В то же время новым главой «Ренессанс Капитал» был выбран Игорь Вайн.
Таким образом, в ноябре 2012 года ОНЭКСИМ приобрёл дополнительный пакет акций «Ренессанс Капитала», в результате этой сделки инвестиционный банк полностью перешёл в собственность группы; кроме того, ОНЭКСИМ стал косвенным владельцем 89 % банка потребительского кредитования «Ренессанс Кредит». Сделка была закрыта в апреле 2013 г., после получения разрешений регулирующих органов. Расходы группы «Онэксим» на восстановление компаний «Ренессанса» составили почти $1 млрд.
В 2013 году активы банка составляли более 4,3 млрд $, собственный капитал — 586 млн $, чистая прибыль — 14 млн $.
Все последние годы «Ренессанс Капитал» активно работает в Африке: продвижение компании на континент началось в 2007 году с открытия офисов в Лагосе и Найроби. В 2008 году компания купила доли двух брокерских компаний Ганы и Замбии в придачу к уже имеющимся бизнесам в Нигерии и Кении. Позднее — в 2010, 2015 и 2017 годах соответственно — были открыты офисы в Йоханнесбурге, Кейптауне и Каире.
В 2014 году Центробанк России аннулировал лицензию ООО «Ренессанс Капитал» на осуществление брокерской деятельности на основании заявления лицензиата. Компания отказалась от дублирующих лицензий в рамках оптимизации бизнес-процессов и структуры операционных расходов. В составе компании остались юридические лица ООО «Ренессанс Брокер» и ООО «Ренессанс Онлайн», которые имеют аналогичные лицензии, через которые осуществляется операционная деятельность. В том же году компания начала запустила торговые операции в ОАЭ, Саудовской Аравии, Кувейте, Марокко, Омане и Тунисе.
По итогам 2014 года инвестбанк получил $40 млн чистой прибыли.
В апреле 2017 года «Ренессанс Капитал» сообщил о планируемом открытии своего офиса в Каире, основной задачей которого стало оказание услуг инвестиционного банковского обслуживания, кредитования и аналитики. Офис получил лицензию на право работать в Египте в конце 2017 года.
В июле 2019 года «Ренессанс Капитал» стал торговым членом биржи Astana International Exchange (AIX) в Казахстане.
В 2022 году офисы в Нью-Йорке и Лондоне были закрыты на реструктуризацию. В мае того же года «Ренессанс Капитал» совместно с «Вэб-инвест Банк» стали эксклюзивными организаторами и ведущими менеджерами по подготовке и размещению облигационного займа компании ОАО «Уралсвязьинформ».

## Руководство
В 2001 году управляющим директором управления инвестиционно-консультационной деятельности «Ренессанс Капитала» был назначен Ходсон Торнбер, ведущим трейдером управления международной торговли акциями лондонского офиса — Роберт Хоган, директором управления инвестиционно-банковской деятельности — Александр Савин, вице-президентом управления по международной торговле акциями — Хайди Вирзель, управляющим директором и руководителем группы специальных торговых ситуаций — Александр Бубновский, вице-президентом и руководителем отдела продаж департамента долговых инструментов — Ирина Бурьянова.
В 2004 году президент и сооснователь «Ренессанс Капитал» Игорь Сагирян покинул свой пост. Новым председателем совета директоров был назначен Олег Киселёв.
В июне 2007 года Стивен Дженнигс оставил пост председателя правления банка. 15 февраля 2010 года он вернулся на эту должность.
В 2007—2008 годах исполнительным вице-президентом «Ренессанс Капитал» был Александр Морозов.
В 2012 году новым главой «Ренессанс Капитал» был выбран Игорь Вайн. Президентом компании по России был назначен Александр Мерзленко, который занимал эту должность до 2014 года.
30 мая 2016 года исполняющим обязанности председателя правления компании «Ренессанс капитал» был назначен Энтони Симоне.
В апреле 2020 года в компании назначены: Равиль Мифтяхетдинов на должность директора по развитию бизнеса; Николай Шакаров — директор по инвестициям и финансовому консультированию; Антон Шкурович — специалист по продажам структурных продуктов: вице-президент, менеджер по работе с частными клиентами — Василий Белокрылецкий и Дмитрий Котегов.
В июле 2023 года «Ренессанс Капитал» создала департамент по управлению активами. Его главной был назначен Игорь Даниленко.

## Рынки
«Ренессанс Капитал» сосредоточил свою работу на развивающихся и пограничных рынках. Компания обеспечивает уникальный охват регионов и способна предложить клиентам прайм-брокерские и инвестиционно-банковские услуги высочайшего класса.
Офис в Каире — форпост компании на Ближнем Востоке и в Северной Африке. Одной из знаковых сделок в регионе стало первое размещение акций Crédit Agricole Egypt SAE с ускоренным сбором заявок. Акции размещены на Египетской фондовой бирже в мае 2016 г. от имени инвестиционной компании Egypt El Mansour & El Maghraby. «Ренессанс Капитал» выступил единственным организатором и букраннером сделки.
Офис «Ренессанс Капитала» в Лагосе (Нигерия) является основной площадкой для деятельности компании в Западной Африке; из офиса в Найроби (Кения) ведется работа на рынках восточной части континента.
Компания организовала и провела многочисленные сделки в Нигерии, Кении, Южной Африке, Эфиопии, Уганде, Руанде, Танзании, Египте и Замбии.

## Рейтинги и награды
«Ренессанс Капитал» стал победителем в двух номинациях новой премии журнала Global Finance в области устойчивого развития Sustainable Finance Awards 2021 — «Лидер устойчивого финансирования в Центральной и Восточной Европе» и «Лидер социальных облигаций в Центральной и Восточной Европе».
В 2020 году ежегодная премия журнала The Banker назвала «Ренессанс Капитал» «Лучшим инвестиционным банком на развивающихся рынках в Европе» и «Лучшим независимым инвестиционным банком в сфере устойчивого развития». Ранее, в 2018 году, «Ренессанс Капитал» был признан The Banker «Самым инновационным инвестиционным банком на развивающихся рынках», а в 2019 году — «Самым инновационным инвестиционным банком из Центральной и Восточной Европы».
Журнал Global Finance признал «Ренессанс Капитал» «Лучшим инвестиционным банком на пограничных рынках» в 2018 г., «Лучшим банком на рынке долгового капитала в Центральной и Восточной Европе», «Лучшим банком для кризисных финансовых решений в Центральной и Восточной Европе» и «Лучшим инвестиционным банком в Кении» в 2020 г.
Журнал GlobalCapital назвал «Ренессанс Капитал» «Самым результативным региональным банком на рынке облигаций Центральной Восточной Европы в 2018 г».
Также «Ренессанс Капитал» получил награду Awards for Excellence 2019 журнала Euromoney в номинации «Лучший инвестиционный банк в России в 2018 году».
Российское издание Cbonds ежегодно присуждает награды за наиболее успешные сделки с облигациями. В 2017 году «Ренессанс Капитал» получил две награды от Cbonds — за организацию выпуска облигаций для UC RUSAL и Temir Zholy, Казахстан. В 2019 году «Ренессанс Капитал» стала победителем премии Cbonds Awards в категории «Дебют года» за организацию дебютного рублевого размещения облигаций для «Ритейл Бел Финанс», специализированной компании «Евроторга». В 2020 году «Ренессанс Капитал» получил три награды от Cbonds: Лучшая сделка первичного размещения еврооблигаций (в качестве организатора выпуска ГТЛК, 4,65 % 10mar2027, USD); Лучшая сделка первичного размещения в сегменте «связь и коммуникации» (в качестве организатора выпуска АФК «Система», 001Р-15); Лучшая сделка первичного размещения субординированных облигаций (в качестве организатора выпусков Совкомбанк, 7,75 % perp., USD).

## Услуги
«Ренессанс Капитал» занимается инвестиционными банковскими услугами на рынках долгового и акционерного капитала, участвует в сделках слияний и поглощений, в продажах и торговых операциях с акциями, облигациями, валютой, производными инструментами, хеджированием, РЕПО и организацией финансирования, а также прайм-брокерскими услугами и рыночной аналитикой.
Аналитики «Ренессанс Капитала» оценивают ценные бумаги в следующих секторах: потребительский сектор и розничная торговля, финансовые услуги, промышленность, производство материалов, СМИ, технологии, металлообработка и добывающая промышленность, нефтегазовая промышленность, телекоммуникации.
В России «Ренессанс Капитал» выступал организатором ряда знаковых сделок на рынках капитала, включая первое IPO российской компании — размещение акций Beeline на $127,4 млн на Нью-Йоркской фондовой бирже в ноябре 1996 года; крупнейшее IPO в истории Мосбиржи — размещение акций «АЛРОСА» на $1,3 млрд в октябре 2013 года; первое в истории размещение российской компании на гонконгской бирже — IPO ОК «РУСАЛ» на $2,24 млрд в январе 2010 года; а также «народные» IPO — нефтяного гиганта «Роснефть» на $10,7 млрд в июле 2006 и банка ВТБ почти на $8 млрд в мае 2007.
На развивающихся и пограничных рынках «Ренессанс Капитал» стал организатором ряда качественно новых сделок, в том числе:
- Выпуск трёхлетних облигаций с преимущественными правами для Банка Грузии, объём эмиссии — 500 млн лари. Сделка стала первым в истории размещением международных облигаций в местной валюте для эмитента из Грузии[72][73].
- Выпуск облигаций объёмом 15 млрд руб. государственной железнодорожной компании Казахстана Temir Zholy (KTZ) — первый корпоративный выпуск бумаг иностранного заёмщика на рублевом рынке в России[74][75][76].
- Размещение еврооблигаций объёмом $350 млн от имени компании «Евроторг» — первый корпоративный выпуск международных облигаций компанией из Белоруссии[77][78].
- Первый в Нигерии выпуск корпоративных инфраструктурных облигаций для Viathan Group, компании с частным финансированием, предлагающей решения в области энергетики для государственных объектов, домохозяйств и частных бизнесов в Нигерии, используя в качестве топлива природный газ. Объём выпуска — 10 млрд нигерийских найр[79].
- IPO CiplaQCIL (фармацевтической компании из Уганды, специализирующейся на производстве качественных доступных жизненно необходимых лекарственных средств) на фондовой бирже Уганды объёмом 67 млрд угандийских шиллингов[80].
- Выпуск прав и частное размещение Bank of Kigali Group на сумму ок. 7 млрд кенийских шиллингов, ставшее крупнейшим в истории привлечением капитала в Руанде и крупнейшей сделкой на рынке капитала Восточной Африки в 2018 году[81].
- Выпуск облигаций «Газпрома» на 750 млн швейцарских франков с купоном 1,45 %, что стало самой низкой ставкой купона, когда-либо полученной компанией с развивающихся рынков[82][83].
- Четырёхлетний выпуск на сумму 200 млн швейцарских франков для Африканской финансовой корпорации с самым низким купоном, который африканский эмитент когда-либо получал на рынке швейцарских франков[84].
- Дебютное размещение облигаций на 300 млн долларов США и дебютное размещение облигаций AT1 на 125 млн долларов США для TBC Bank, которое стало крупнейшим в истории размещением грузинского банка в таком формате[85].

## Конференции
Мероприятия, организуемые «Ренессанс Капиталом», обеспечивают международным инвесторам понимание и доступ к развивающимся и пограничным рынкам, а также возможность встретиться и обменяться мнениями с деловыми и политическими лидерами. Компания организует специализированные мероприятия по всему миру, в том числе роудшоу, дни рынков капитала, а также региональные конференции в Москве (Московская конференция «Ренессанс Капитал», которая проводится более 20-ти лет подряд), Кейптауне, Найроби и Лагосе.
В 2016 году «Ренессанс Капитал» провел роудшоу для инвесторов на рынке Нигерии, пригласив на мероприятие инвесторов из Лондона, Нью-Йорка, Йоханнесбурга и других рынков, заинтересованных в инвестировании в нигерийские облигации и акции.
В начале 2020 года «Ренессанс Капитал» провел 2-ю ежегодную североафриканскую конференцию инвесторов в Марракеше, Марокко, на которой было проведено более 200 встреч в формате один на один с международными инвесторами и перспективными компаниями из Марокко и Египта.